# Ellen White
Pour les articles homonymes, voir Ellen White (homonymie) et White.
Ellen Gould White (26 novembre 1827 – 16 juillet 1915), née Harmon, est une chrétienne américaine dont le ministère contribua à fonder, avec Joseph Bates et James White (son mari), l'Église adventiste du septième jour. Principale inspiratrice du mouvement, elle fut une guide spirituelle, une revivaliste, une prédicatrice, une missionnaire et une réformatrice militant pour la vie familiale, l'éducation, la santé et une hygiène de vie holistique. Mais elle n'occupa jamais aucune position de direction dans l'Église adventiste.
Au cours de ses 70 années de ministère, Ellen White écrivit 26 livres et plus de 5 000 articles pour divers périodiques. Jusqu'à aujourd'hui, plus de 130 titres ont été publiés (en anglais), incluant de nombreuses compilations de ses 55 000 pages de manuscrits. Son œuvre fut essentiellement consacrée à la spiritualité chrétienne, centrée principalement sur le second avènement du Christ. Elle écrivit sur des sujets touchant à la vie pratique chrétienne, l'évangélisation, l'éducation et la santé.
Son œuvre et son engagement contribuèrent à l'organisation et à l'expansion mondiale de l'Église adventiste, à l'établissement de nombreux modes de diffusion du message du retour du Christ, et à la création d'un important réseau d'établissements scolaires, universitaires et médicaux dans le monde entier. Les adventistes attribuent une dimension prophétique à son ministère, estimant qu'elle eut environ 2 000 visions. Fidèle à l'esprit du protestantisme, Ellen White appela toujours ses lecteurs et ses auditeurs à enraciner leur foi sur le seul témoignage de la Bible.

## Biographie

### À Portland (Maine): enfance (1827-1840)
Avec sa sœur, Elisabeth, Ellen White naquit le 26 novembre 1827, dans une petite ferme au nord du village de Gorham dans l'État du Maine, de Robert Harmon (1786-1866) et d'Eunice Gould (1787-1863). La famille Harmon comprenait huit enfants : dans l'ordre, Caroline, Harriett, John, Mary, Sarah (la plus proche d'Ellen), Robert et les jumelles, Elisabeth et Ellen. Quelques années plus tard, Robert Harmon abandonna le métier de fermier. Avec sa famille, il alla vivre dans la ville portuaire de Portland dans le Maine où il devint un fabricant de chapeaux.
En 1837, les États-Unis furent durement frappés par une dépression économique, surnommée la Panique. Durant l'hiver 1837-1838, Robert Harmon se rendit en Géorgie dans l'espoir de vendre plus rapidement ses chapeaux. Durant son absence, un jour après la sortie de l'école, une camarade de classe d'Ellen lui jeta une pierre qui la frappa au visage et lui cassa le nez. Ellen avait alors neuf ans. Elle demeura dans le coma pendant trois semaines. Atteinte de faiblesse chronique, à son grand désarroi, elle ne parviendra pas à poursuivre un cursus scolaire normal.

### Mouvement de réveil millérite (1840-1844)
En mars 1840, Robert et Eunice Harmon, des méthodistes pieux, assistèrent à la série de réunions présentée par le prédicateur baptiste, William Miller, à Portland, sur le retour du Christ et d'autres prophéties bibliques. Il situa la réalisation de cet évènement vers 1843. Il engendra une « terrible conviction » dans l'esprit des habitants de la ville. La famille Harmon accepta son message. Durant un camp meeting méthodiste à Buxton dans le Maine, à 14 ans, Ellen demanda le baptême. Le 26 juin 1842, Elisabeth et elle furent baptisées par immersion et devinrent membres de l'Église méthodiste.
Ellen attendit le retour du Christ avec une grande anticipation. Dans ses souvenirs, cette période demeurera la plus heureuse de sa vie. Pourtant, en septembre 1843, la congrégation méthodiste locale expulsa la famille Harmon de sa communauté religieuse à cause de sa conviction adventiste (un adventiste est quelqu'un qui attend le retour du Christ). Malgré la Grande déception d'octobre 1844, elle garda sa foi dans cette espérance.

### À Portland et Gorham (Maine): formation des doctrines adventistes (1844-1849)

Ellen White.

#### La première vision
Selon les adventistes, en décembre 1844, Ellen Harmon eut à 17 ans sa première vision chez une amie millérite, Elisabeth Haines, à Portland. Elle affirma qu'elle vit dans cette vision les millérites marcher sur un sentier étroit qui se dirigeait vers la cité céleste, la Nouvelle Jérusalem. Une lumière éclairait le chemin. Ceux qui rejetèrent cette lumière tombèrent en contrebas dans les ténèbres. Un guide céleste appela la lumière « le cri de minuit » (les millérites désignaient leur mouvement par ce terme). La vision montra le retour du Christ. Ceux qui acceptèrent la lumière, regardèrent à Jésus et parvinrent à la cité céleste. Ellen vit la beauté du paradis et la joie des rachetés. Quand la vision s'acheva, à son grand regret, elle se retrouva sur terre, dans un monde qui lui sembla sombre et triste. D'après le message de la vision, l'espérance du retour du Christ n'était pas usurpée. Les millérites ne devaient pas fixer de date, ni se décourager.

#### Deuxième et troisième visions
Selon les adventistes, en février 1845, à Exeter dans le Maine, Ellen eut une deuxième vision, appelée « la vision de l'époux », dans laquelle elle affirma avoir vu Dieu le Père et Jésus entrer dans le lieu très saint du sanctuaire céleste. Dans une troisième vision, elle affirma qu'elle vit la gloire de la nouvelle terre. Ces visions apportèrent une signification sur octobre 1844 et « la purification du sanctuaire » (Daniel 8.14). De plus, en montrant le Père et Jésus comme des êtres réels et le ciel comme un lieu physique, elles désavouèrent le fanatisme des adventistes spiritualistes qui spiritualisèrent les prophéties bibliques.

#### Hésitations initiales
Au départ, Ellen repoussa l'idée de transmettre les messages aux millérites (bien qu'elle racontât sa première vision aux millérites de Portland), à cause de sa jeunesse, de la crainte de l'exaltation et d'être accusée d'être atteinte d'une maladie mentale. Avant elle, deux millérites reçurent des visions. William Foy (1818-1893), un jeune prédicateur baptiste noir, reçut au moins deux visions (le 18 janvier et le 4 février 1842 à Boston) qu'il rapporta en 1845 dans la brochure L'expérience chrétienne de William Foy et les deux visions qu'il reçut en janvier et en février 1842. Ellen eut l'occasion de l'entendre et considéra son expérience comme étant authentique. Un autre jeune homme, Hazen Foss (1818?-1897) - le frère de Samuel Foss, qui était le mari de Mary Harmon, une sœur d'Ellen, - reçut une vision en septembre ou octobre 1844 mais s'était refusé de la rapporter. Plus tard, il fut envahi d'une forte impression. Une voix lui dit : « Tu as attristé l'Esprit de Dieu ». Son désespoir décida Ellen à propager les messages d'encouragement et de prudence aux millérites.
La nouvelle qu'Ellen Harmon avait des visions commença à se répandre, notamment après l'article « Lettre de la sœur Harmon » du 24 janvier 1846 dans The Day Star, un journal millérite publié à Cincinnati dans l'Ohio par Enoch Jacobs. En effet, elle écrivit à Jacobs une lettre d'encouragement qu'il publia, bien qu'elle soulignât n'était pas destinée à être diffusée. Pendant plusieurs années, cette lettre fut publiée sous diverses formes, y compris dans le premier livre d'Ellen White, A Sketch of Christian Experience en 1851.

#### Le processus des visions
Selon Ellen White, au début d'une vision, elle voyait une lumière brillante autour d'elle. Jésus ou des anges lui montraient des évènements (historiques ou futurs) en différents lieux (sur terre, au ciel, ou d'autres planètes dans l'univers). Des manifestations physiques accompagnaient la vision. James White nota quatre caractéristiques : 1) Même les yeux ouverts, Ellen (Harmon) White était inconsciente de ce qui se passait autour d’elle. 2) Elle ne respirait pas durant toute la vision. Elle ne suffoquait pas si on fermait sa bouche et ses narines. 3) Ses mouvements étaient libres et gracieux mais il était impossible aux gens de bouger ses membres. 4) Après la vision, de jour comme de nuit, Ellen White était plongée dans l’obscurité totale puis sa vision oculaire revenait graduellement.
Généralement, les visions d'Ellen White contenaient des instructions en théologie, en prophétie, ou des conseils personnels pour des individus ou des dirigeants adventistes. Par exemple, la série des 9 volumes (en anglais) des Témoignages pour l'Église (groupée en français en trois volumes), contient de nombreux extraits de lettres pour l'édification spirituelle générale de l'Église adventiste. En effet, les adventistes appelaient un conseil provenant d'une vision « un témoignage ». Les témoignages oraux ou écrits des visions les guidèrent durant l'émergence et le développement de leur Église naissante. Ils continuent à inspirer leur vie dévotionnelle et à orienter les dirigeants adventistes dans l'action, la mission, l'organisation, les principes et l'élaboration des règlements de l'Église adventiste.

#### Mariage avec James White

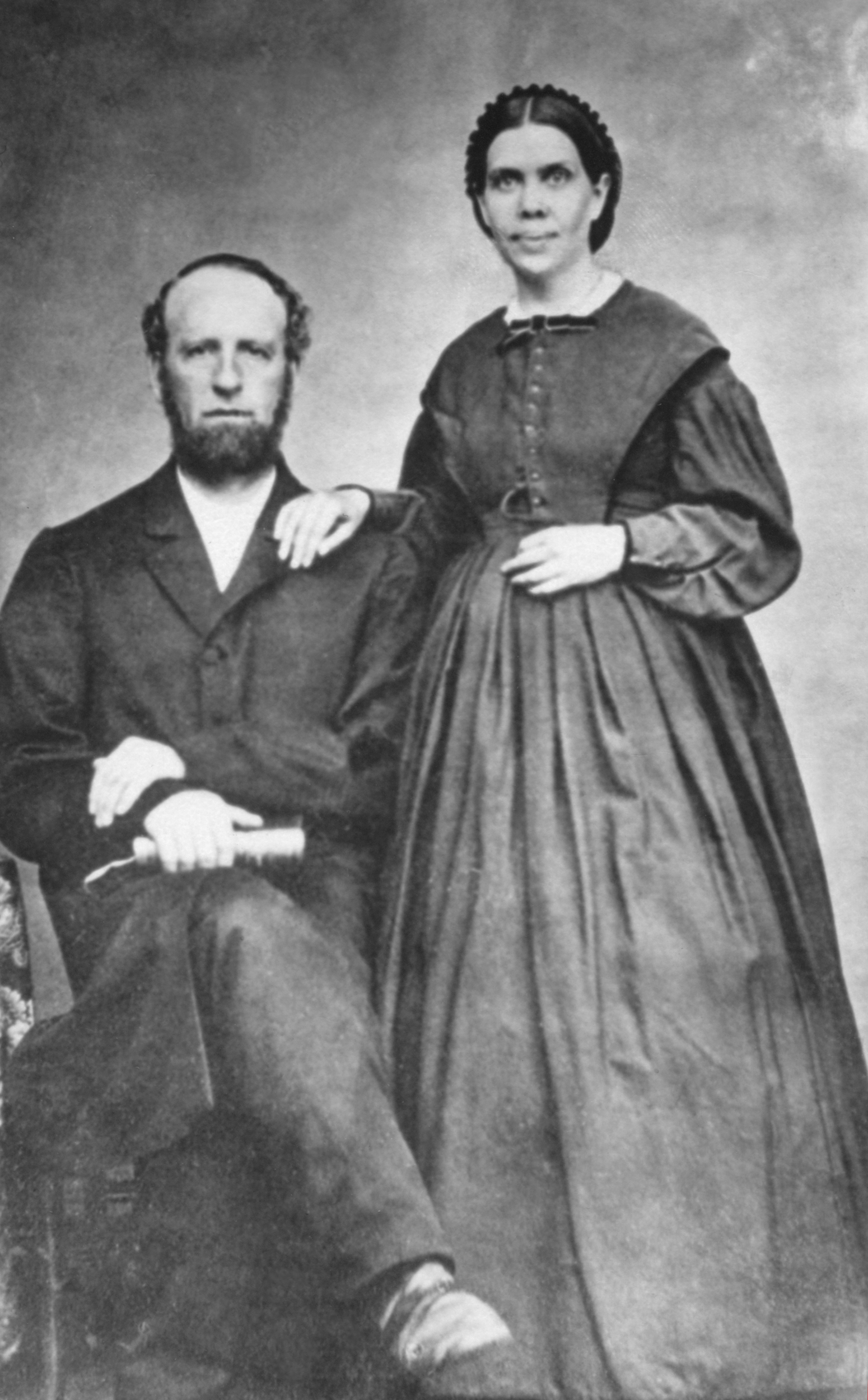
James et Ellen White.

Le 30 août 1846, Ellen épousa James Springer White (1821-1881), un ancien pasteur de l'Église chrétienne (aussi appelée la connexion chrétienne), devant Charles Harding, un juge de paix à Portland. Les nouveaux mariés étaient pauvres. Ils habitèrent à Gorham dans la maison de la famille Harmon. Souffrant encore des séquelles de son accident, Ellen s'évanouissait épisodiquement. James gagnait peu d'argent en travaillant dans des travaux pénibles (coupeur de bois, fermier ou ouvrier sur un chantier de construction de chemins de fer).
De l'union de James et Ellen White, quatre garçons naîtront : Henri (le 26 août 1847), Edson (le 28 juillet 1849), William (le 29 août 1854) et Herbert (le 20 septembre 1860). Mais deux enfants n'atteindront pas l'âge adulte. Herbert mourut trois mois après sa naissance, le 14 décembre 1860, à la suite d'une maladie. En décembre 1863, à 16 ans, Henri mourut d'une pneumonie, bien qu'apparemment en bonne santé. Ellen White estima que le médicament prescrit par le médecin, plus que la maladie elle-même, fut la vraie cause de sa mort. À l'époque, les médecins ignoraient la composition chimique exacte de leurs remèdes. On vendait de nombreuses concoctions toxiques et dangereuses.

#### Confirmation des doctrines
Peu après leur mariage, James et Ellen White lurent une brochure sur le sabbat, Le septième jour du sabbat : un signe perpétuel, écrit par Joseph Bates, un dirigeant millérite. Ils se mirent aussitôt à l'observer. Huit mois plus tard, le 3 avril 1847 à Topsham dans le Maine, Ellen vit en vision les tables des dix commandements dans le sanctuaire céleste. Le quatrième commandement sur le sabbat était entouré d'un halo lumineux.
Sous la direction de Joseph Bates et de James White, les adventistes qui observaient le sabbat (une centaine en 1848) organisèrent des réunions d'étude et de recherche intense dans la Bible. Au cours de ces réunions, appelées « les conférences du sabbat et du sanctuaire » (1848-1850), ils établirent la plateforme théologique de l'adventisme en se mettant d'accord sur quatre points de doctrine : le retour du Christ, l'immortalité conditionnelle, le sabbat et l'instruction du jugement. Les discussions furent âpres, les prières ferventes, pour parvenir à une compréhension biblique et à une unité doctrinale. Durant son ministère, Ellen White ne découvrit jamais une doctrine par une vision. Ses visions ne remplacèrent jamais la recherche biblique collective. Ainsi, durant les conférences du sabbat et du sanctuaire, elle demeura silencieuse : « Mon esprit était fermé et je ne comprenais pas la signification des Écritures que nous étudiions. Ce fut l'une des plus grandes douleurs de ma vie. Je fus dans cette condition d'esprit jusqu'à-ce que tous les points principaux de notre foi deviennent clairs à nos esprits, en harmonie avec la Parole de Dieu. Les frères savaient que je ne comprenais pas ces choses lorsque je n'étais pas en vision. Ils recevaient les révélations comme venant du ciel ».
Les visions servirent à confirmer la recherche collective des enseignements de la Bible. Quand les adventistes arrivèrent parfois à un point de l'étude où ils disaient, « nous ne pouvons rien faire de plus », Ellen recevait une vision : « l'Esprit du Seigneur descendait sur moi. J'étais ravie en vision et il m'était donnée une explication claire des passages que nous avions étudié ».

### Au Connecticut et l'État de New York: lancement des publications adventistes (1849-1855)

#### Vision sur les publications
Selon les adventistes, le 18 novembre 1848, à Dorchester dans le Massachusetts, Ellen White vit en vision des jets de lumière qui firent le tour du monde. Après la vision, elle dit à son mari : « J'ai un message pour toi. Tu dois imprimer un petit journal et l'envoyer aux gens. Il sera petit au début mais les gens le liront. Ils t'enverront l'argent pour l'imprimer et il sera une réussite dès le départ. Il m'a été montré que de ce petit commencement des jets de lumière feront le tour du monde ».

#### Publication duPresent Truth
Les ressources du couple White étaient alors presque inexistantes. Répondant à l'invitation d'Albert Belden, ils allèrent vivre dans sa maison à Rocky Hill dans le Connecticut en mai 1849. Dans le village voisin de Middletown, James White démarra à crédit la publication du Present Truth, un bimensuel, vers la fin de juillet 1849. Mais sa parution fut très irrégulière : seulement onze numéros parurent en quinze mois.

#### Publication de l'Advent Review and Sabbath Herald
À la recherche d'un travail pour James, et surtout d'une imprimerie offrant un coût moindre, la famille White alla résider à Oswego dans l'État de New York vers la fin de 1849, puis à Port Byron en août 1850, où James White démarra la publication d'un deuxième journal, Advent Review de 16 pages. Deux mois plus tard, en octobre 1850, ils s'installèrent à Paris dans le Maine où il combina les deux publications en une seule, intitulée : Advent Review and Sabbath Herald (appelé aujourd'hui Adventist Review). En avril 1852, ils retournèrent dans l'État de New York. À Rochester, James White loua une maison suffisamment grande pour sa famille et installer une presse qu'il acheta pour imprimer le périodique.

### À Battle Creek (Michigan): démarrage des premières institutions adventistes (1855-1872)
En novembre 1855, la famille White vint résider à Battle Creek dans le Michigan, où quelques adventistes financèrent la construction d'une imprimerie, achevée en 1861. La ville devint le quartier général des adventistes. Avec les encouragements d'Ellen White, c'est là qu'ils s'organisèrent en église (en mai 1860), établirent la première institution médicale, l'Institut de la Réforme sanitaire (en septembre 1866), et le collège de Battle Creek (en juin 1872) - qui est à l'origine de l'université Andrews.
Durant son ministère, Ellen White passa son temps à écrire, prêcher et voyager. En dehors de cela, elle s'occupait de ses enfants (et plus tard, de ses petits enfants) et se livrait à des activités domestiques comme le jardinage et le raccommodage.
Selon les adventistes, le 14 mars 1858, dans une vision de deux heures, Ellen White vit le conflit de la grande controverse entre Christ et Satan à travers les siècles jusqu'à la victoire finale du Christ. Cette vision l'incita à publier le premier volume de Spiritual Gifts, un précurseur de la série du conflit des âges et du livre La Tragédie des siècles.
Selon les adventistes, le 6 juin 1863, après une vision de 45 minutes sur les huit principes de la santé - aussi appelés les huit remèdes naturels (la nutrition, l'air pur, l'eau, l'usage modéré des rayons du soleil, la tempérance, le repos, l'exercice et la confiance en Dieu), - Ellen White encouragea les adventistes à une réforme sanitaire. Elle préconisa le végétarisme. En suivant ces principes, sa santé s'améliora sensiblement de façon progressive. Plus tard, à la soixantaine passée, elle affirma se sentir relativement en meilleure forme qu'à ses 20 ans.

### À Oakland (Californie): développement de l'adventisme dans l'ouest des États-Unis (1872-1884)

#### Voyages à travers les États-Unis
À la recherche d'un lieu propice à restaurer la santé de James White (qui fut frappé d'une congestion en 1863) et contribuer au développement de l'adventisme dans l'ouest des États-Unis, la famille White se rendit en Californie en septembre 1872. En avril 1874, elle s'établit à Oakland (leur résidence durant la décennie 1870), après une série de voyages et de camp meetings en Californie, au Kansas et au Colorado. Ellen White incita son mari à démarrer la publication du périodique, Signs of the Times, en juin 1874 et à créer l'imprimerie, la Pacific Press en automne 1875. Le couple White fut souvent en voyage, répondant à des invitations à prêcher dans les camp-meetings, du nord au sud, jusqu'au Texas.

#### Vision sur les missions
Selon les adventistes, en avril 1874, Ellen White eut « un rêve impressionnant ». Elle affirma qu'elle vit que « le message prendra de la puissance dans tous les coins du monde, en Oregon, en Europe, en Australie, dans les îles, dans toutes les nations, les langues et les peuples ». Elle incita les adventistes à évangéliser le monde entier, soulignant que leur mission était plus grande qu'ils imaginaient. Suivant son conseil, les dirigeants adventistes envoyèrent leur premier missionnaire officiel en Europe. En septembre 1874, John Andrews (1829-1883), s'établit en Suisse d'où il chercha à propager le message du retour du Christ. Durant la décennie 1880, l'attention des adventistes se tourna davantage aussi vers l'évangélisation des grandes villes.

#### Mort de James White
En août 1880, le couple White revint à Battle Creek et fit une tournée de camp meetings à travers la Nouvelle-Angleterre. En août 1881, James White mourut de la malaria. En octobre 1881, Ellen White quitta définitivement sa maison à Battle Creek - aujourd'hui un musée du « village adventiste historique » de la ville - et retourna à Oakland en Californie, un état qu'elle appréciait pour sa nature et son climat ensoleillé. En février 1882, elle s'établit à Healdsburg, où Healdsburg College démarra en juillet 1882. Faisant le deuil de la disparition de son mari, Ellen White, déprimée, s'écarta de la scène publique jusqu'en 1883. Elle prit alors l'engagement de poursuivre de son mieux sa mission.

### À Bâle (Suisse): voyages pastoraux en Europe (1885-1887)
À la demande des adventistes européens, Ellen White, et son fils William, se rendirent en Europe en août 1885. À partir de sa base à Bâle en Suisse, elle rendit visite aux adventistes de l'Angleterre, la Suisse, la France, l'Italie, l'Allemagne, le Danemark, la Suède, la Norvège et la Finlande. Ellen White séjourna deux fois en France. Lors du premier séjour, une quinzaine de jours en octobre et novembre 1886, elle visita des sites historiques de Paris et elle s'adressa à des adventistes à Nîmes et à Valence, où elle visita la fameuse tour. La découverte des sites historiques européens fut une source d'inspiration dans l'écriture de La tragédie du siècle (1888).

### À Healdsburg (Californie): à l'initiative d'un mouvement de réveil (1887-1891)
De retour à Healdsburg en juillet 1887, Ellen White continua activement à écrire. Durant les années 1870-1880, une tendance au légalisme se développa chez beaucoup d'adventistes, devenus défensifs face à la critique des chrétiens américains d'être des judaïsants. Quand ils présentaient leur message, ils passaient peu de temps sur des doctrines déjà acceptées (comme le salut par la grâce) mais cherchaient plutôt à convaincre sur les enseignements moins connus (comme le sabbat, l'immortalité conditionnelle ou l'instruction du jugement). Lors de la session de la Conférence Générale de Minnéapolis au Massachusetts en octobre 1888, Ellen White s'opposa au légalisme majoritaire des délégués en défendant le message sur la justification par la foi présenté par Ellet Wagonner et Alonzo Jones. Avec eux, Ellen White participa activement en 1889 et 1890 à des camp-meetings, des réunions de réveil et des instituts pastoraux à travers les États-Unis qui suscitèrent la repentance des opposants, un réveil spirituel dans l'Église adventiste et le début d'un grand mouvement missionnaire à travers le monde.

### À Cooranbong (Australie): sommets littéraires (1891-1900)
En décembre 1891, accompagnée de son fils Williams, Ellen White s'établit à Cooranbong en Australie, acceptant un appel des dirigeants de la Conférence Générale à servir dans ce territoire ultra-marin. Elle incita à fonder Avondale College en août 1892 et visita la Nouvelle-Zélande, y séjournant de février à décembre 1893. Elle appuya la création de la première Union dans l'histoire de l'adventisme en Australie en 1893 (adoptée mondialement en 1897). Ce fut surtout une période d'intense activité littéraire. Ellen White publia ses œuvres les plus importantes sur ce qu'elle affirmait être sa « spécialité », écrire sur la vie et les enseignements du Christ : le best-seller Le meilleur chemin (aussi connu comme Vers Jésus) en 1892, Une vie meilleure en 1896, son chef-d'œuvre Jésus-Christ en 1898 et Paraboles en 1900. Sa maison à Cororanbong, qu'elle appela « sunnyside » (le coin ensoleillé) est aujourd'hui un site historique.

### À Elmshaven (Californie): les dernières années (1900-1915)

#### Rejet du mouvement de la chair sainte
En août 1900, Ellen White quitta l'Australie et s'installa à Elmshaven en Californie, à proximité du Sanitarium adventiste de St. Helena. Sitôt arrivée, l'une de ses premières préoccupations fut de mettre fin à l'hérésie de la « chair sanctifiée », un mouvement en Indiana, inspiré par Albion Ballanger et conduit S.S. Davis, qui démarra en novembre 1898. Elle rejeta fermement le perfectionnisme de ceux qui parlaient d'atteindre un état de perfection absolu, indiquant : « L'enseignement de ce qu'on appelle "la chair sanctifiée" est une erreur. Tous peuvent aussi obtenir des cœurs saints mais il est incorrect de prétendre avoir dans cette vie une chair sainte... C'est une impossibilité ».

#### Réorganisation de l'Église adventiste
Durant son ministère, la priorité d'Ellen White fut toujours de préserver l'unité de l'Église adventiste et d'annoncer le message du retour du Christ au monde entier. Durant la décennie 1890, le fonctionnement centralisé des adventistes au quartier général de Battle Creek devint inadéquat pour une Église mondiale. Ellen White lança de nombreux appels à une décentralisation des pouvoirs de décision mais les tentatives de restructuration de la part des dirigeants adventistes furent soit timides, soit infructueuses. Inspirés par ses conseils, les délégués de la session de la Conférence Générale de 1901 procédèrent à plusieurs changements : la création des départements à tous les niveaux administratifs de la dénomination, l'organisation d'un comité exécutif de la Conférence Générale et le transfert légal d'une majorité d'institutions aux Unions.

#### Désapprobation du panthéisme de John Kellogg
Ellen White réclama la relocalisation et la dispersion adventistes des institutions de Battle Creek. Après l'incendie du 18 février 1902 qui détruisit le Sanitarium de Battle Creek, elle s'opposa aux plans de son ami, le médecin et chirurgien John Harvey Kellogg (1852-1943), de reconstruire un bâtiment beaucoup plus grand avec une orientation non confessionnelle. Elle rejeta aussi les idées panthéistes de son livre The Living Temple.

#### Derniers projets
Ellen White incita les dirigeants adventistes à démarrer de nouvelles institutions comme Oakwood College (1896) un collège pour les étudiants noirs en Alabama, l'école médicale de Loma Linda College (1905), les sanitariums de Paradise Valley, Glendale, Takoma Park, Hinsdale, Melrose ou de Madison. Elle publia deux classiques de la pensée adventiste : Éducation (1903) et Le ministère de la guérison (1905). Elle acheva la série célébrée du « conflit des ages » en cinq volumes. En 1909, à l'âge de 81 ans, elle assista à sa dernière session de la Conférence Générale. Soulevant la Bible, elle donna son dernier conseil en public : « Frères et sœurs, je vous recommande ce Livre ». Pendant cette tournée de cinq mois, elle parla 72 fois dans 27 lieux avant de retourner dans sa maison à Elmshaven, aujourd'hui un musée à sa mémoire.

#### Mort d'Ellen White
En février 1915, Ellen White trébucha et se fractura la hanche. Les cinq mois qui suivirent, elle resta alitée ou dans une chaise roulante. À 87 ans, elle mourut le 9 juillet 1915. Elle est enterrée auprès de son mari et de ses enfants dans le cimetière de Battle Creek.

#### Réflexions sur le ministère d'Ellen White
À la Conférence biblique de juillet 1919, le président de la Conférence générale, Arthur Daniells, invita 65 chercheurs à réfléchir sur la nature, l'extension et l'inspiration du prophétisme d’Ellen White.

## Corpus
Ellen White se distingue par son apologie du Dieu bienveillant de l’Évangile. La place centrale occupée dans ses écrits sur la beauté du caractère rempli d'amour de Dieu caractérise son œuvre. On distingue trois étapes dans la publication de ses écrits : 1) les premiers livres, durant la période formative des doctrines adventistes 2) les derniers livres, qui reflètent la maturité de la pensée théologique d'Ellen White, 3) et les compilations ultérieures. La totalité de ses écrits est publiée sur CD-ROM, et les ouvrages les plus importants sont en ligne sur le site du White Estate.

### Principaux ouvrages
- Jésus-Christ. Ouvrage qui permet de découvrir l'essence de la pensée de l'auteur. Une méditation sur les quatre évangiles et sur la beauté du caractère de Dieu.
- Le meilleur chemin. Le best-seller d'Ellen White : le plan du salut et les fondements de la foi chrétienne.
- Éducation. Philosophie chrétienne de l'éducation, foi, éducation du caractère, musique, exercice physique, méthodes d'enseignement, pédagogie, santé, spiritualité chrétienne. Un ouvrage de référence qui a obtenu plusieurs distinctions.

- Le ministère de la guérison. Santé, hygiène de vie, dans une optique chrétienne et hygiéniste. L'ouvrage dépasse très largement la dimension physique de la santé, traite de la qualité des relations humaines et fait un portrait de Dieu au travers de la vie du Christ.
- La tragédie des siècles. Cet ouvrage débute par l'histoire de la chrétienté, puis par celle du mouvement adventiste ainsi que quelques-uns de ses principaux enseignements, et conclut par une réflexion eschatologique sur des prophéties bibliques relatives au retour du Christ. Un ouvrage critiqué en raison de ses nombreux emprunts littéraires, dont l'auteur parle très clairement dans son introduction. Ellen White a publié ce livre en 1888, l'a ensuite révisé et corrigé partiellement en vue de sa seconde édition en 1911. Bien que rédigée avant 1888 La tragédie des siècles contient, notamment dans sa première partie, des pages qui annoncent les œuvres de la maturité écrites à partir des années 1890, centrées sur l'Evangile.

### Les premiers livres: la période formative des doctrines
Les premiers livres d'Ellen White se caractérisent par un style narratif simple, vivant, intense et au passé. Vers 1870, ce style devint plus descriptif, dépeignant notamment les émotions des personnages, et elle utilisa davantage le temps des verbes au présent. Jusqu'à sa mort en 1881, James White, plus qualifié qu'elle dans l'écriture, corrigea les fautes grammaticales mais elle garda le contrôle des pensées véhiculées dans ses écrits :
« Quand mon mari était vivant, il était mon aide et mon conseiller dans la rédaction des messages qui m'étaient transmis. Nous étions toujours en voyage... J'écrivais fidèlement l'instruction que je recevais en vision quand je trouvais le temps et la force de le faire. Après cela, on examinait les choses ensemble. Mon mari corrigeait les erreurs grammaticales et éliminait les répétitions inutiles. Puis on recopiait soigneusement pour les personnes concernées ou pour l'imprimeur ».
Reconnaissant ses limitations de temps et de talents littéraires, Ellen White fit appel à des assistants littéraires. 
Elle eut plusieurs copistes et secrétaires pour l'aider dans son travail : Lucinda Abbey en 1860, Adelia Patten en 1861, Adeline Howe en 1863, Julia Burgess en 1867-1868, Emma Sturges et Annie Hale en 1869-1870, Mary Clough (la fille de sa sœur Caroline) en 1874-1875.
Après sa vision en 1858 sur la grande controverse entre Christ et Satan, Ellen White écrivit deux séries d'ouvrages, Spiritual Gifts et Spirit of Prophecy, qui développèrent ce thème.
| - 1847 - A Word to the "Little Flock." - 1851 - A Sketch of the Christian Experience and Views of Ellen G. White. - 1854 - Supplement to the Christian Experience and Views of Ellen G. White. - 1858 - Spiritual Gifts, vol. 1. - 1860 - Spiritual Gifts, vol. 2. - 1864 - Spiritual Gifts, vol. 3-4. - 1864 - An Appeal to Mothers. - 1864 - An Appeal to the Youth. - 1865 - Health: or How to Live. | - 1870 - A Solemn Appeal. - 1870 - The Spirit of Prophecy, vol. 1. - 1877 – The Spirit of Prophecy, vol. 2. - 1878 - The Spirit of Prophecy, vol. 3. - 1880 - Life Sketches of James and Ellen White. - 1882 - Early Writings of Ellen G. White : Premiers écrits. - 1883 - Sketches From the Life of Paul. - 1884 - The Spirit of Prophecy, vol. 4. |

### Les derniers livres: la période de maturité théologique
Après la mort de son mari, Ellen White fut déprimée pendant une année. Elle essaya de rester active mais « une douleur profonde » l'envahissait durant la nuit. Mais un soir, selon ses affirmations, le Seigneur lui apparut dans un rêve. Il lui dit : « Sois en vie. J'ai déposé mon esprit sur ton fils, William White, afin qu'il soit ton conseiller. Je lui ai donné l'esprit de sagesse, un esprit perceptif et de discernement ». Encouragée par ses paroles, Ellen White se remit au travail avec un nouveau zèle. William White s'occupa de l'aider dans ses diverses tâches, d'organiser ses voyages et de superviser l'organisation littéraire de ses ouvrages mais elle garda le contrôle du contenu de ses écrits.
Ellen White employa Marian Davis, une secrétaire de l'imprimerie Review and Herald, compétente, fidèle et digne de confiance, qui l'accompagna jusqu'en Europe et Australie. Ellen White l'appela « my bookmaker » parce qu'elle organisait le matériel de ses livres. En effet, Ellen White n'a probablement jamais écrit un livre de bout en bout. Au gré des circonstances, elle écrivait des articles, des lettres (dont on gardait des copies), des choses vues en visions, ou rapportées dans son journal, qu'on rangeait soigneusement par thème dans des dossiers. Quand il fallait publier un livre, Marian Davis prenait les dossiers appropriés, sélectionnait des extraits d'écrits, les arrangeait dans un ordre cohérent et corrigeait les phrases mal construites. Après une relecture d'Ellen White, et avec son approbation, le manuscrit était envoyé à l'imprimerie. Davis organisa notamment le matériel de Jésus-Christ et de Ministère de la guérison, sa dernière contribution au service d'Ellen White.
Durant cette période, d'autres assistants littéraires d'Ellen White furent Eliza Burnham, B. L. Whitney et Fannie Bolton à Battle Creek, Sarah Peck en Australie et à Elmshaven. Clarence Crisler retranscrivit des sermons, des articles et des interviews, copia de nombreuses lettres et arrangea le matériel de deux livres d'Ellen White : Conquérants pacifiques et Prophètes et rois'.
Exprimer « des vérités éternelles » dans le meilleur langage possible fut une préoccupation constante d'Ellen White. Plus expérimentée dans l'écriture, ses œuvres gagnèrent sur le fond (une pensée théologique plus mûre et complète) et sur la forme (un meilleur style littéraire). « En 1890, un écrivain beaucoup plus sophistiqué apparaît, préoccupé non seulement par les détails narratifs mais aussi par les exhortations morales. Le présent de narration est remplacé par des temps au passé ou au futur, en fonction du moment où les évènements se produisent ».
Constatant l'intérêt du public pour le thème de la grande controverse (une compréhension cosmique de l'histoire terrestre), les directeurs de l’imprimerie Review and Herald proposèrent à Ellen White d’écrire une série complète, couvrant toute l’histoire humaine, de la création à la récréation de la Terre. Dans cette collection de cinq livres (environ 3800 pages au total), appelée « la série du conflit des âges », le matériel fut réaménagé et révisé en intégrant ses anciens et ses nouveaux écrits : Patriarches et prophètes (1890), Prophètes et rois (1917), Jésus-Christ (1898), Conquérants pacifiques (1911) et La tragédie des siècles (1888, révisé en 1911).
| - 1885 - Testimonies for the Church, vol. 1-4. - 1886 - Historical Sketches of the Foreign Missions of the Seventh-day Adventists. - 1888 - The Great Controversy Between Christ and Satan. - 1889 - The Sanctified Life. - 1889 - Testimonies for the Church, vol. 5. - 1890 - Christian Temperance and Bible Hygiene. - 1890 - Patriarchs and Prophets : Patriarches et prophètes. - 1892 - Gospel Workers. - 1892 - Steps to Christ : Le meilleur chemin. - 1893 - Christian Education. - 1896 - Story of Jesus. - 1896 - Thoughts From the Mount of Blessing : Une vie meilleure / Heureux ceux qui. - 1897 - Healthful Living. - 1897 - Special Testimonies on Education. - 1898 - The Desire of Ages : Jésus-Christ. | - 1898 - The Southern Work. - 1900 - Christ's Object Lessons : Paraboles. - 1900 - Testimonies for the Church, vol. 6. - 1900 - Testimonies on Sabbath-School Work. - 1902 - Manual for Canvassers. - 1902 - Testimonies for the Church, vol.7. - 1903 - Education : Education. - 1904 - Testimonies for the Church, vol. 8. - 1905 - The Ministry of Healing : Le ministère de la guérison. - 1909 - Testimonies for the Church, vol .9. - 1911 - The Acts of the Apostles : Conquérants pacifiques. - 1911 - The Great Controversy Between Christ and Satan (révisé par l'auteur) : La tragédie des siècles. - 1913 - Counsels to Parents, Teachers, and Students : Conseils aux parents, éducateurs et étudiants. - 1915 - Gospel Workers (mise à jour) : Le ministère évangélique. - 1917 - Prophets and Kings : Prophètes et rois. |

### Les compilations ultérieures: les dévotionnels et les anthologies
Conformément aux instructions d'Ellen White, au fil des années des dévotionnels, des livres d'anthologies ou de compilations diverses, ont été édités avec plus ou moins de bonheur à partir d'œuvres déjà publiées ou d'autres manuscrits.
| - 1920 - Colporteur Evangelist. - 1922 - Christian Experience and Teachings of Ellen G. White. - 1923 - Counsels on Health. - 1923 - Fundamentals of Christian Education. - 1923 - Testimonies to Ministers and Gospel Workers. - 1925 - Christian Service. - 1926 - Testimony Studies on Diet and Foods. 1926. - 1930 - Messages to Young People. 1930. - 1932 - Medical Ministry. - 1933 - A Call to Medical Evangelism and Health Education. - 1938 - Counsels on Diet and Foods. - 1938 - Counsels on Sabbath School Work. - 1940 - Counsels on Stewardship. - 1946 - Counsels to Writers and Editors. - 1946 - Country Living. - 1946 - Evangelism. - 1947 - The Story of Redemption. - 1949 - Temperance. - 1952 - The Adventist Home. - 1952 - My Life Today. - 1952 - Welfare Ministry. - 1953 - Colporteur Ministry. | - 1953-1957, The Seventh-day Adventist Bible Commentary, vol. 1-7, 7A. - 1954 - Child Guidance. - 1955 - Sons and Daughters of God. - 1957 - Counsels for the Church. - 1957 - Help in Daily Living. - 1958 - The Faith I Live By. - 1958 - Selected Messages, vol. 1-2. - 1961 - Our High Calling. - 1964 - That I May Know Him. - 1967 - In Heavenly Places. - 1970 - Conflict and Courage. - 1970 - Confrontation. - 1970 - The Health Food Ministry. - 1972 - A New Life. - 1973 - God's Amazing Grace. - 1974 - Christian Leadership. - 1976 - Maranatha; The Lord Is Coming. - 1977 – Mind, Character, and Personality, vol. 1-2. - 1977 - Testimonies to Southern Africa. - 1979 - Faith and Works. - 1979 - This Day With God. - 1980 - Selected Messages, vol. 3. - 1981 - Peter's Counsel to Parents. | - 1981-1993 - Manuscript Releases, vol. 1-21. - 1982 - The Upward Look. - 1983 - Letters to Young Lovers. - 1983 - The Publishing Ministry. - 1985 - Reflecting Christ. - 1988 - Lift Him Up. - 1988 - The Voice in Speech and Song. - 1989 - Testimonies on Sexual Behavior, Adultery, and Divorce. - 1990 - The Retirement Years. - 1990 - Sermons and Talks, vol. 1. - 1991 - Our Father Cares. - 1991 - Last Day Events. - 1994 - Sermons and Talks, vol. 2. - 1995 - Pastoral Ministry. - 1995 - Ye Shall Receive Power. - 1996 - The Truth About Angels. - 1997 - Darkness Before Dawn. - 1998 - Daughters of God. - 1999 - Christ Triumphant. - 2002 - Prayer. - 2003 - Heaven. - 2004 - To Be Like Jesus. - 2007 - A Place Called Oakwood. |

## Biographies
- George Knight, Lire Ellen White. Dammarie lès Lys : Éditions Vie et Santé, 1999.
- George Knight, Meeting Ellen White : Her everyday life as a Wife, Mother and Friend, Hagerstown : Review and Herald Publishing Association, 1996.
- George Knight, Parfait : mais pas comme vous le pensez. Dammarie-les-Lys, Éditions Vie et Santé, 1998.
- James et Ellen White, Life Sketches of James and Ellen White, Battle Creek : Review and Herald Publishing Association, 1880.
- Arthur White, Ellen G. White : A Biography, vol. 1-6., Washington : Review and Herald Publishing Association, 1981-1986.
- Herbert Douglass, Messenger of the Lord, Hagerstown : Review and Herald Publishing Association, 1998.
- Jerry Moon et Denis Fortin, Encyclopedia of Ellen G. White (parution prochaine).